# Puente Libertad
El Puente Libertad es un puente carretero construido en la República Argentina que atraviesa el Río Bermejo y sirve de nexo entre las provincias del Chaco y de Formosa. Fue construido en la década de 1950 y habilitado formalmente el 8 de febrero de 1957. Este puente es una prolongación de la Ruta Provincial 90 en el Chaco y RP 3 en Formosa, y se encuentra a 5 km de la localidad formoseña de El Colorado y a 20 de la ciudad chaqueña de General José de San Martín. Este puente forma parte de un tridente comunicativo entre las dos provincias, el cual está compuesto por este puente, el puente General Lavalle ubicado en la Ruta Nacional 95 y el puente interprovincial General San Martín, ubicado en la Ruta Nacional 11. 
Actualmente, es el segundo puente más transitado de estos tres, por detrás del puente San Martín. Sin embargo, en los últimos años su tránsito se vio incrementado a raíz del colapso del puente Lavalle, cuya estructura corrió peligro de derrumbe, debido a diversas fallas generadas por la poca resistencia al paso de la corriente del río Bermejo.
El 12 de febrero de 2007, una comisión interprovincial de Chaco y Formosa, encabezada por el Intendente de General San Martín, Aldo Leiva, y el diputado provincial formoseño, Alberto Sánchez, oriundo de El Colorado, organizó un acto en conmemoración a los festejos por el cincuentenario de la habilitación de la obra, donde además se realizó un acto homenaje a dos pobladores sobrevivientes del cuerpo de obreros que participaron en la construcción de esta obra.